# Cobitis pontica
Cobitis pontica és una espècie de peix d'aigua dolça de la família dels cobítids i de l'ordre dels cipriniformes.
Es troba des de petits rierols fins a grans rius, en aigües fluïdes o estancades sobre fons de sorra, llim o fang. Les femelles poden assolir 10,05 cm de llargària total. És ovípar. Viu en zones de clima temperat, des del riu Veleka a Bulgària cap a Anatòlia a Turquia.